# Victor Vladimirovitch Glouchkov
 (février 2025).
La mise en forme du texte ne suit pas les recommandations de Wikipédia : il faut le « wikifier ».
Les points d'amélioration suivants sont les cas les plus fréquents :
- Les titres sont pré-formatés par le logiciel. Ils ne sont ni en capitales, ni en gras.
- Le texte ne doit pas être écrit en capitales (les noms de famille non plus), ni en gras, ni en italique, ni en « petit »…
- Le gras n'est utilisé que pour surligner le titre de l'article dans l'introduction, une seule fois.
- L'italique est rarement utilisé : mots en langue étrangère, titres d'œuvres, noms de bateaux, etc.
- Les citations ne sont pas en italique mais en corps de texte normal. Elles sont entourées par des guillemets français : « et ».
- Les listes à puces sont à éviter, des paragraphes rédigés étant largement préférés. Les tableaux sont à réserver à la présentation de données structurées (résultats, etc.).
- Les appels de note de bas de page (petits chiffres en exposant, introduits par l'outil «  Source ») sont à placer entre la fin de phrase et le point final[comme ça].
- Les liens internes (vers d'autres articles de Wikipédia) sont à choisir avec parcimonie. Créez des liens vers des articles approfondissant le sujet. Les termes génériques sans rapport avec le sujet sont à éviter, ainsi que les répétitions de liens vers un même terme.
- Les liens externes sont à placer uniquement dans une section « Liens externes », à la fin de l'article. Ces liens sont à choisir avec parcimonie suivant les règles définies. Si un lien sert de source à l'article, son insertion dans le texte est à faire par les notes de bas de page.
- La présentation des références doit suivre les conventions bibliographiques. Il est recommandé d'utiliser les modèles {{Ouvrage}}, {{Chapitre}}, {{Article}}, {{Lien web}} et/ou {{Bibliographie}}. Le mode d'édition visuel peut mettre en forme automatiquement les références.
- Insérer une infobox (cadre d'informations à droite) n'est pas obligatoire pour parachever la mise en page.

Pour une aide détaillée, merci de consulter Aide:Wikification.
Si vous pensez que ces points ont été résolus, vous pouvez retirer ce bandeau et améliorer la mise en forme d'un autre article.
 (février 2025).
Si vous disposez d'ouvrages ou d'articles de référence ou si vous connaissez des sites web de qualité traitant du thème abordé ici, merci de compléter l'article en donnant les références utiles à sa vérifiabilité et en les liant à la section « Notes et références ».
 (février 2025).
Victor Vladimirovitch Glouchkov (né le 17 décembre 1960 à Kalachinsk, oblast d'Omsk) est un écrivain, romancier, médecin, Ministre du culte (diacre) et collectionneur.
Hypodiacre (18 septembre 2011 Cathédrale Saint-Alexandre-Nevsky de Paris) de l'Exarchat des Églises orthodoxes russes en Europe occidentale (Patriarcat de Constantinople).
Diacre du Vicariat Sainte-Marie-de-Paris et Saint-Alexis-d'Ugine regroupe paroisses et communautés orthodoxes placées sous la juridiction du Patriarcat Œcuménique dans l'obédience de la Métropole de France.
Son ordination diaconale a été célébrée le 13 octobre 2024 en l’église orthodoxe de Biarritz Paroisse Protection de la Mère de Dieu et Saint Alexandre de la Néva, par Son Éminence le Metropolite Dimitrios de la Métropole orthodoxe grecque de France.

## Biographie
Né en Sibérie, dans la ville de Kalachinsk en décembre 1960. Il a également terminé ses études secondaires à l'école no 1 de cette ville. De 1982 à 1984, il a servi dans l'armée soviétique. En 1988, il est diplômé de la faculté d'hygiène et de santé de l'Institut médical d'État d'Omsk. Durant ses années d'études, il a travaillé à temps partiel comme infirmier, travaillant de nuit dans l'unité médicale et dans une ambulance, et également comme mannequin à la maison de la mode d'Omsk. De 1988 à 1990, il a travaillé comme médecin-chef du quartier général régional des brigades étudiantes du comité régional du Komsomol. En février 1990, il émigre en France. En 1998, il est diplômé de la Faculté des Sociétés et Cultures de la CEI et des Pays d'Europe de l'Est à l'Université de Paris. En 2004, il est diplômé de la Faculté de langue française de l'Université Paris III Nouvelle Sorbonne.
Ses débuts littéraires ont eu lieu en 1994 dans les pages de l'Almanach d'Omsk « Irtych » avec la parabole « Le Chasseur » . En 2004, le roman historique « Coup d’État »  a été publié, qui relate les événements dramatiques qui se sont produits dans la ville d’Omsk durant la Guerre Civile Russe. Le livre propose des excursions à travers l’histoire du monde, ainsi qu’un récit sur le développement de la franc-maçonnerie.
Dans sa critique du roman, publié pour la troisième fois avec des coupures et en combinaison avec d'autres œuvres dans le livre L'Agent dormant (Éditions Littérature artistique, Moscou, 2011), l'académicien Georgiy Pryakhin écrit : « Viktor Glouchkov n'a pas peur des sujets les plus aigus, il a une inclination pour la discussion, la controverse, vers le choc de différents points de vue dans la recherche de la vérité, qui, en règle générale, ne se trouve pas tant au milieu qu’au-delà des positions déclarées, parfois trop lapidaires. » .
Dans son œuvre suivante, le récit L'Agent dormant, l'écrivain raconte l'histoire simple d'un jeune homme sibérien, Maxime, qui, après avoir traversé toutes les « tribulations » de l'éducation soviétique, de l'éducation et du service militaire, a trouvé l'amour et une famille en France. Sur fond d'intrigue d'espionnage, les lecteurs se familiarisent avec les services secrets français, ainsi qu'avec le caractère et la vie des Parisiens modernes. La première partie du récit a été publiée en 2005  et a ensuite été complétée par un nouveau chapitre et publiée dans un livre intitulé L'Agent dormant avec le roman Coup d'État et la parabole Le Chasseur.
Un extrait du récit L’Agent dormant a également été publié en janvier 2018 à Paris dans la revue littéraire émigrée Les Pages russes depuis Paris. En 2020, la même revue a publié un extrait du roman Coup d'État.

### Romans
- 1997-2000 Coup d'État, publié pour la première fois par la maison d'édition Omsk en 2001. Puis, en 2004, le roman paraît avec un nouveau chapitre dans le livre « Le Chasseur » publié par la même maison d’édition. En 2011, une version abrégée est publiée par les éditions « Littérature artistique » à Moscou.

### Récit (Novella)
- 2005 : L'Agent dormant publié pour la première fois sous une version incomplète par les éditions « Voskresenie »  (Moscou). En 2011, il est publié dans son intégralité dans un livre du même nom par les éditions « Littérature artistique » (Moscou).

### Parabole
- 1994 Le Chasseur, publié pour la première fois dans l'Almanach littéraire Irtysh  en 1994.

### Nouvelles
- 2013 – « Rencontre avec Hollande » – Copie d'archive du 26 avril 2018 sur Wayback Machine, publié par le magazine en ligne « L'Observateur Russe » le 4 Septembre 2013 https://rusoch.fr/ru/guests/vstrecha-s-prezidentom.html
- 2019 – « Les Belges » (humoresque) et « L'Ami ». Publiés dans l'almanach littéraire « Iz Parijska. Pages russes », n° 9.
- 2020 – « Quarantaine parisienne ». Publié dans l'almanach littéraire « Iz Parijska. Pages russes », n° 11.
- 2021 – Préface « À la recherche du progrès » et « Batiouchki ». Publiées dans l'almanach littéraire « Iz Parijska. Pages russes », n° 12.

### Articles
- 2009 Icône du hiéromartyr Sylvestre, publié dans La Pensée russe, n° 17 (4744), du 1er au 7 mai 2009.
- 2009 Icône du hiéromartyr Sylvestre, publié dans L’Annonciation, n° 6 (80), juin 2009.
- 2025 Métropole de France. La lettre du Vicariant, N-33, janvier 2025. “Centenaire de l’Association de la Paroisse de Biarritz”, page 8. Diacre Victor Glouchkov https://vicariatorthodoxe.fr/wp-content/uploads/2025/01/LETTRE-N%C2%B033-janvier-25.pdf

## Littérature
- Glouchkov, Victor Vladimirovitch // L'Émigration russe en France, 1919-2000 : Dictionnaire biographique : en 3 volumes / sous la direction générale de L. Mnoukhin, M. Avril, V. Losskaïa. – Moscou : Nauka : Musée de Marina Tsvetaïeva, 2008. – Tome 1 : A–K. – p. 377. – 794 p. – 1000 exemplaires. –  (ISBN 978-5-02-036267-3). –  (ISBN 978-5-02-036267-3) ;  (ISBN 978-5-93015-104-6) (t. 1).
- Priaïkine, G. Le Parisien de Sibérie, Victor Glouchkov // Pensée russe : journal. – Paris, 2007. – 13 avril (n° 14 (4645)).
- Bourkine, S. Le Parisien de Sibérie // Patrie : revue. – 2010. – Mars (n° 3). – pp. 16-17.
- Bourkine, S. Un véritable écrivain parisien des contrées taïga // Athènes sibériennes : revue. – 2011. – n° 6. – pp. 61-69.
- Mikhalev, A. Des rêves en français // Un plaisir coûteux à Omsk : revue. – 2005. – n° 12. – pp. 52-59.
- Nechaev, V. Le Coup d'État // Troisième Capitale : journal. – 2005. – Juillet (n° 13 (247)). – p. 23.
- Fiodorova, N. Le Temple à Bruxelles // L'Annonciation : journal. – 2008. – Août (n° 8 (70)). – p. 6.
- Saint-Vincent, Bertrand de. Un petit verre de vodka // Le Figaro : journal. – 2010. – 11 mars (n° 20406).
- Saint-Vincent, Bertrand de. Rouges et Blancs // Le Figaro : journal. – 2011. – 4 avril (n° 20736).
- Yakounina, E. L'Agent dormant, entretien avec l'écrivain https://rusoch.fr/fr/guests/spyashhij-agent.html– Copie d'archive du 14 Fevrier 2012.
- Ashkov, Georges. L’Église orthodoxe cherche des fonds pour poursuivre sa rénovation // SUD-OUEST, Pays Basque. – 2024. – 11 novembre. – p. 18. – R-40446 11110 1,60€ – 1111 40 Quai de Brazzaville 33100 Bordeaux.